# Gangs of London
 (décembre 2014).
Si vous disposez d'ouvrages ou d'articles de référence ou si vous connaissez des sites web de qualité traitant du thème abordé ici, merci de compléter l'article en donnant les références utiles à sa vérifiabilité et en les liant à la section « Notes et références ».
Gangs of London est un jeu d'action sorti le 6 septembre 2006 sur PlayStation Portable. Il s'agit d'un spin-off de la série The Getaway.
Le jeu propose au joueur de vivre une guérilla urbaine dans la ville de Londres, à travers une guerre de gangs. Le joueur aura ainsi le choix entre plusieurs gang afin de vivre cette expérience à travers différents points de vue. Un gang londonien, un gang pakistanais, un gang jamaïcain, un gang russe et les triades chinoises, sont jouables afin de vivre cette guérilla urbaine. À noter que les Steals Associate ne sont pas jouables.
Le chanteur Espagnol Melendi apparaît dans le jeu.

## Système de jeu
Gangs of London est un jeu d'action en monde ouvert dans la catégorie des GTA-like qui consiste en une succession de missions à objectifs analogue à The Getaway avec, en complément, des mini-jeux facultatifs comme le jeu de billard ou de fléchettes.